# Samsung Heavy Industries
Samsung Heavy Industries ili SHI (kor. 삼성중공업; hanja: 三星重工業) je južnokorejsko brodogradilište te jedno od najvećih brodogradilišta na svijetu. Ono se nalazi u sklopu konglomerata Samsung. Temeljni fokus proizvodnje SHI je brodogradnja, proizvodnja digitalnih uređaja za brodove te građevinska i inženjerska oprema.
SHI ima proizvodna postrojenja u zemlji i inozemstvu, npr. tvornice za proizvodnju brodskih blokova u kineskim gradovima Ningbou i Rongchengu. Samsung Heavy Industries je poznat po proizvodnoj učinkovitosti i godišnjoj stopi proizvodnje. Tako se npr. u doku br. 3 (unutar brodogradilišta Geoje) godišnje pusti u promet 30 brodova.
Brodogradilište je osim klasičnih brodova specijalizirano i za izgradnju visokih brodova, plovila za posebne namjene, tankera, ultra velikih brodova za kontejnerski promet i sl.

## Povijest
SHI je osnovan 1974. godine kao Samsung Shipbuilding. 1983. tvrtka se spaja s Daesung Heavy Industries te dolazi do njenog preimenovanja u Samsung Heavy Industries.
Od početka 21. stoljeća SHI počinje graditi velike putničke brodove i tankere te u SAD izvozi tehnologiju vezanu uz brodogradnju. 2009. godine tvrtka je ugovorila izgradnju kruzera pod nazivom Utopia koji će biti najveći putnički brod ikad proizveden u Aziji.

## Vanjske poveznice
- Službena web stranica Samsung Heavy Industries  Arhivirana inačica izvorne stranice od 23. srpnja 2012. (Wayback Machine)
- Samsung Global